# Ziegelhausen
Ziegelhausen (ⓘ) ist ein gegen Ende des Odenwald-Neckartals an der rechten Flussseite und vor der Stadtmitte gelegener Stadtteil von Heidelberg.

## Geographie
Ziegelhausen zieht sich in Ost-West-Richtung zwischen den Einmündungen von Bärenbach und Mausbach am Nordufer des Neckar entlang. In Nord-Süd-Richtung reicht die Ausdehnung vom Dossenheimer Kopf (539 m ü. NHN) bis zum Neckar (108 m ü. NHN) hinab. Die Gemarkung umfasst 1475 ha, davon entfallen auf Peterstal 371 ha. Angrenzend liegen reihum die Gemeinde Dossenheim jenseits des Weißen Steins und die Kleinstadt Schriesheim jenseits des Dossenheimer Kopfes, beide im Nordwesten; die Gemeinde Wilhelmsfeld im Norden jenseits des Langen Kirschbaums; die Kleinstadt Schönau im Osten im Steinachtal; die Kleinstadt Neckargemünd flussaufwärts im Südosten sowie die Heidelberger Stadtteile Schlierbach im Süden jenseits des Neckars, Neuenheim im Westen jenseits des Heiligenberges und Handschuhsheim im Westnordwesten am Ausgang des Siebenmühlentals.

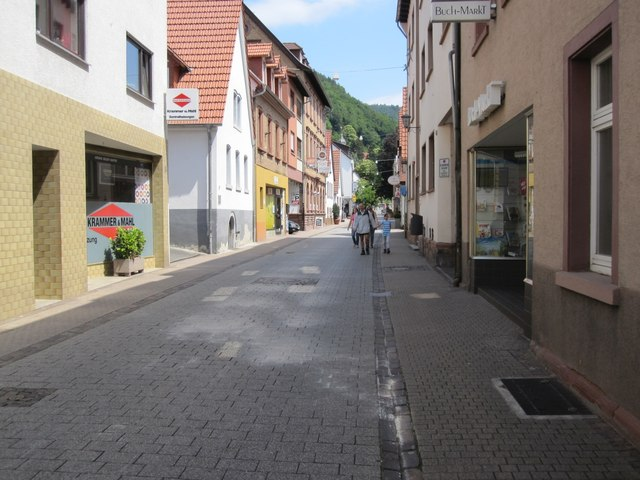
Die Kleingemünder Straße im alten Ortskern.

Der historische Ortskern liegt östlich der Einmündung des Steinbaches in den Neckar, beiderseits der ehemaligen Hauptstraße und heutigen Kleingemünder Straße. Der Ort wuchs danach das Tal des Steinbachs und des ihm zufließenden Peterstaler Bachs hinauf und schloss dabei die Lücke zum Weiler Peterstal. Ab etwa 1750 konnte man Ziegelhausen als Straßendorf bezeichnen. In jüngerer Zeit entstanden Siedlungen auch auf den beidseits des Bachtals gelegenen Hängen, teilweise bis an den Rand des umgebenden Odenwaldes hinauf. Baulich getrennt liegen das Stift Neuburg und das Gebiet um den Haarlaß im Westen sowie Bärenbach im Osten an der Landstraße nach Kleingemünd.

## Geschichte

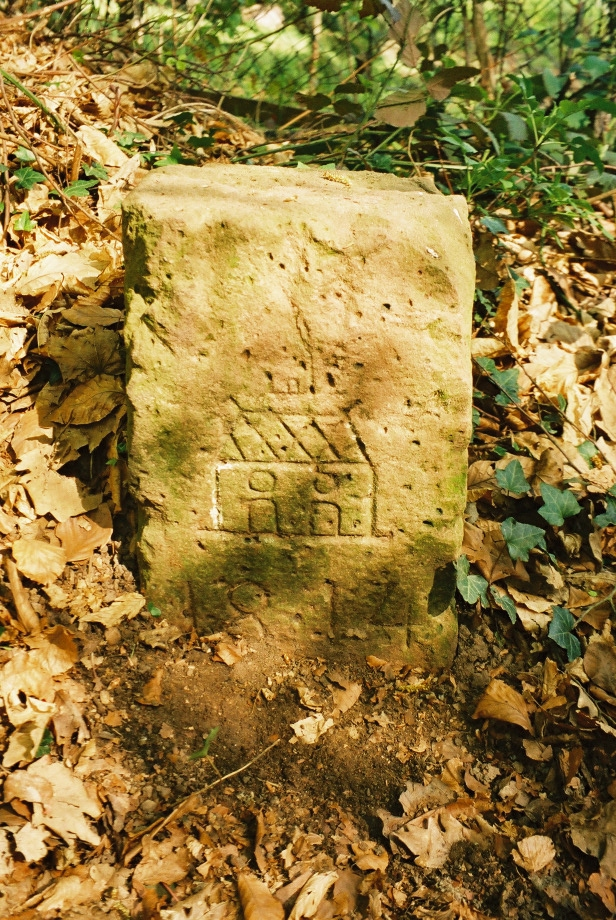
Grenzstein Ziegelhausen mit Wappen

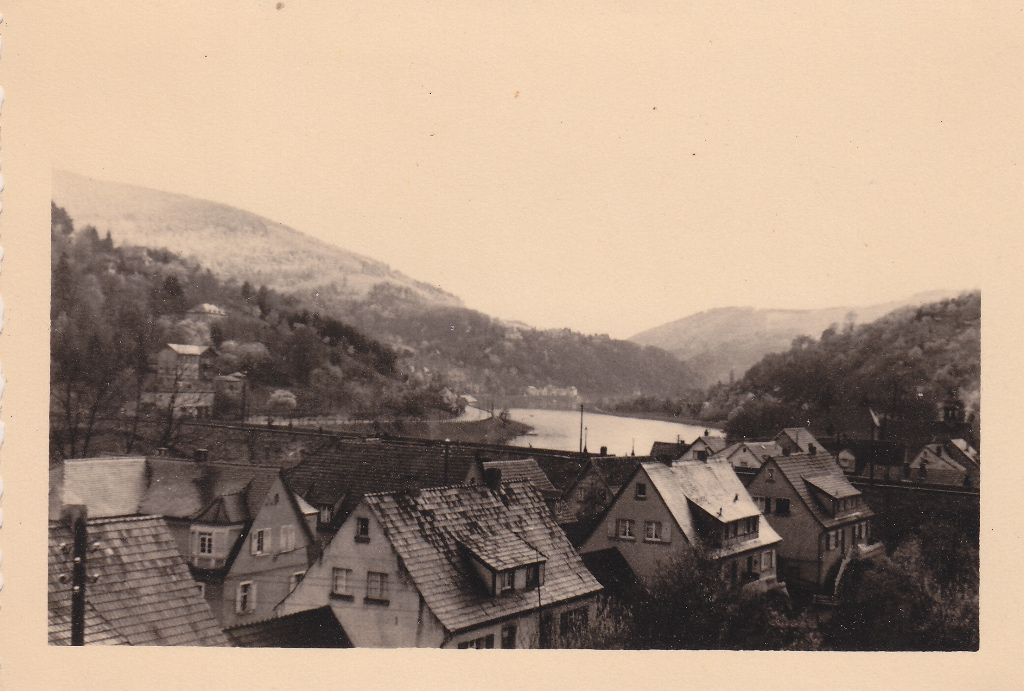
Ziegelhausen um 1937

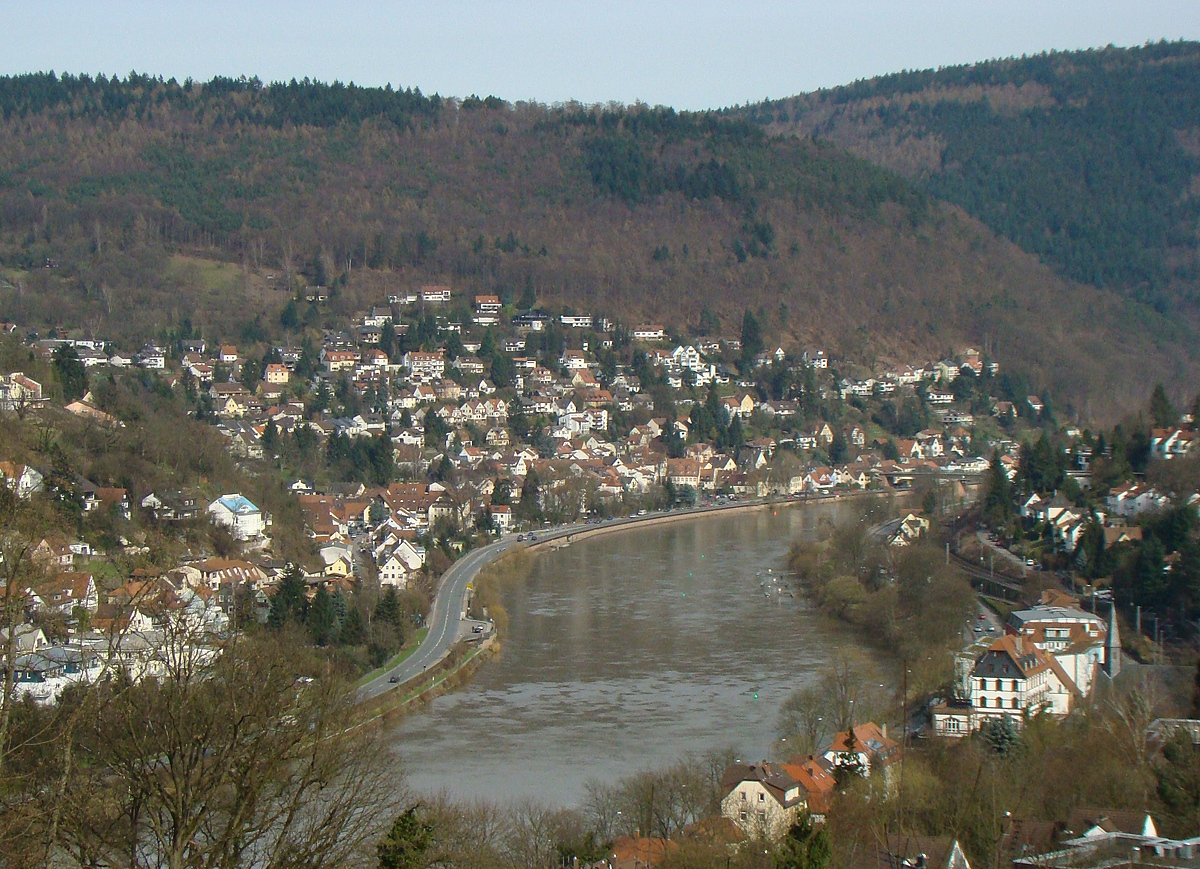
Blick auf Ziegelhausen

Archäologische Ausgrabungen in Ziegelhausen deuten auf eine frühe Ansiedelung in römischer Zeit. In einer Urkunde des Klosters Lorsch aus dem Jahre 850 wird auf der heutigen Gemarkung von Ziegelhausen eine Siedlung mit dem Namen „Steimbach“ erwähnt. Die Keimzelle des Dorfes Ziegelhausen bildet die 1210 vom Zisterzienserkloster Schönau gegründete Ziegelei, das sogenannte „obere Ziegelhaus“, und die Abtei Neuburg.
Die Entvölkerung der Region nach dem Dreißigjährigen Krieg führte zur Ansiedlung von Schweizern reformiert-evangelischen Bekenntnisses, solange die Kurfürsten derselben Konfession angehörten. Aus der wechselvollen Religionsgeschichte der Pfalz ist das „Exil“ einer (in ihren Nachkommen noch heute ortsansässigen) Familie Meuter überliefert, die mehrere Jahre, von der Dorfbevölkerung unterstützt und gegenüber der Obrigkeit verschwiegen, in einer außerhalb Ziegelhausens an der Schönauer Straße befindlichen Sandsteinhöhle, dem „Meuters Loch“ lebte.
Die evangelische Kirche wurde 1733 von Johann Jakob Rischer im Barockstil fertiggestellt und die katholische Kirche St. Laurentius 1742 eingeweiht. Die alten Kirchen in Neckarnähe wurden im Lauf des 20. Jahrhunderts für die gewachsenen Gemeinden zu klein, so dass beide Konfessionen Neubauten errichteten, die, der Ausdehnung des Ortes folgend, weiter oben am Hang in unmittelbarer Nähe zueinander liegen. Die evangelische Versöhnungskirche wurde 1975, die katholische St.-Teresa-Kirche 1997 vollendet. Die alten Kirchen wurden profaniert. In der ehemaligen evangelischen Kirche befindet sich heute die Textilsammlung Max Berk. Für die Laurentiuskirche gab es Pläne, ein Orgelmuseum einzurichten, die bislang nicht verwirklicht wurden.
Im Jahr 1905 eröffnete die Neckarschule. Die im Jahre 1914 gebaute Neckarbrücke nach Schlierbach verband Ziegelhausen mit der Bahn und beendete den Fährverkehr. Peterstal wurde 1936 eingemeindet und ein Ortsteil von Ziegelhausen. In den letzten Tagen des Zweiten Weltkriegs sprengte 1945 der Volkssturm die Neckarbrücke. Anschließend beschossen sich amerikanische Truppen auf Ziegelhäuser und deutsche Truppen auf Schlierbacher Seite mit Artillerie.
Die neue Neckarbrücke wurde 1954 dem Verkehr übergeben. Die Steinbachschule wurde 1960 eröffnet und löste die alte Schule in Peterstal ab. Sie wurde 1971/72 mit einem zweiten Bauabschnitt erweitert und wird heute als Grundschule betrieben.

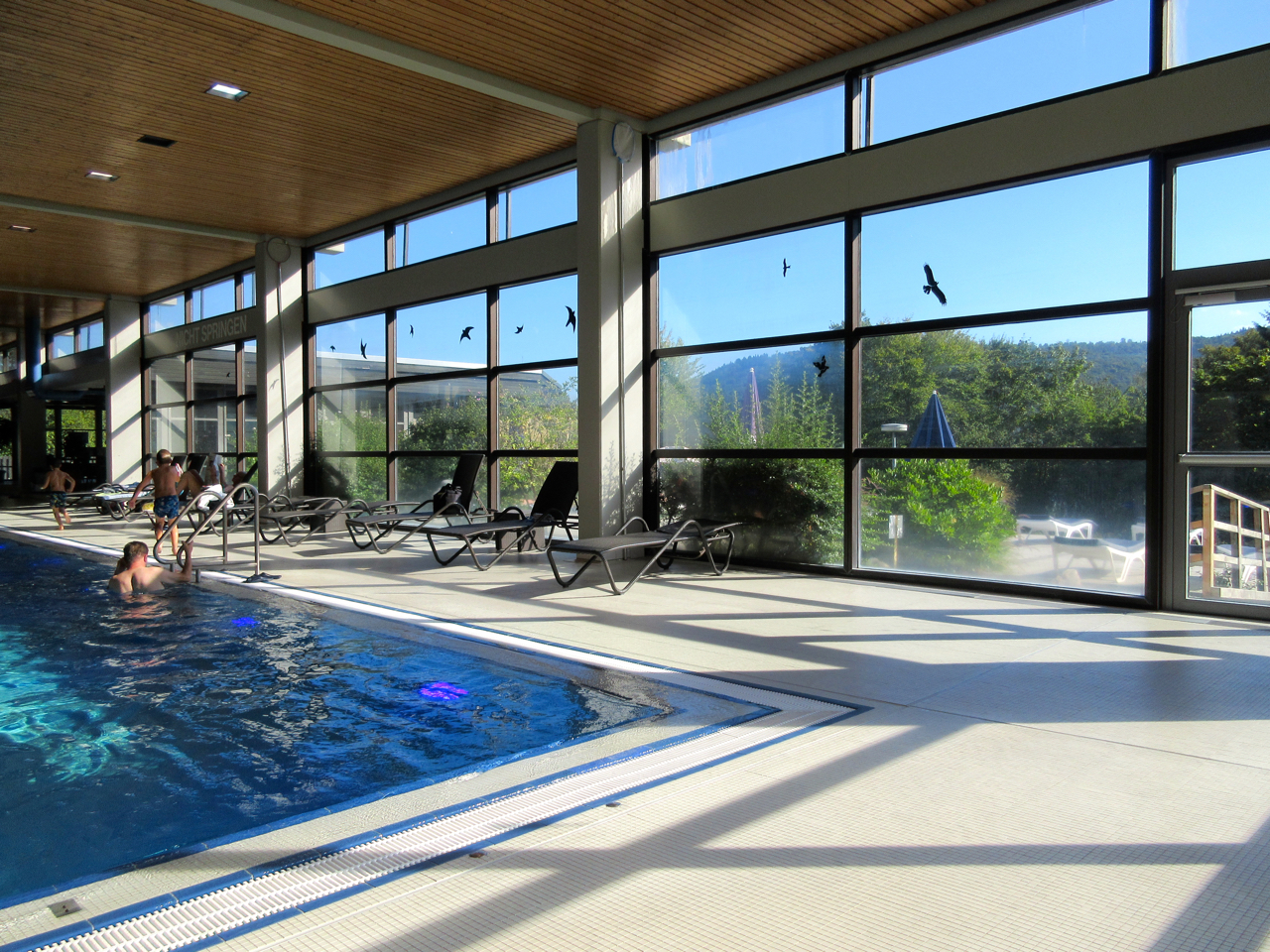
Waldschwimmbad Köpfel

Am 1. Januar 1975 trat der Eingemeindungsvertrag zwischen der Gemeinde Ziegelhausen (Rhein-Neckar-Kreis) und dem Stadtkreis Heidelberg in Kraft, obgleich die Bewohner Ziegelhausens sich in zwei von der Gemeinde Ziegelhausen organisierten Bürgerbefragungen weit überwiegend (d. h. bei der zweiten Abstimmung zu über 80 %) für den Erhalt der Selbständigkeit ausgesprochen hatten.
Obwohl sich durch Zuzug die Bevölkerungsstruktur seither stark veränderte, hat sich der Stadtteil immer noch einen eigenen dörflichen Charakter bewahrt. Dies zeigt sich u. a. im regen Vereinsleben und den zahlreichen Festen, z. B. der Kerwe oder den Fastnachtsveranstaltungen. Alteingesessene Ziegelhäuser sprechen noch heute davon, „nach Heidelberg“ zu fahren, wenn sie in die Innenstadt gehen.

## Wirtschaft

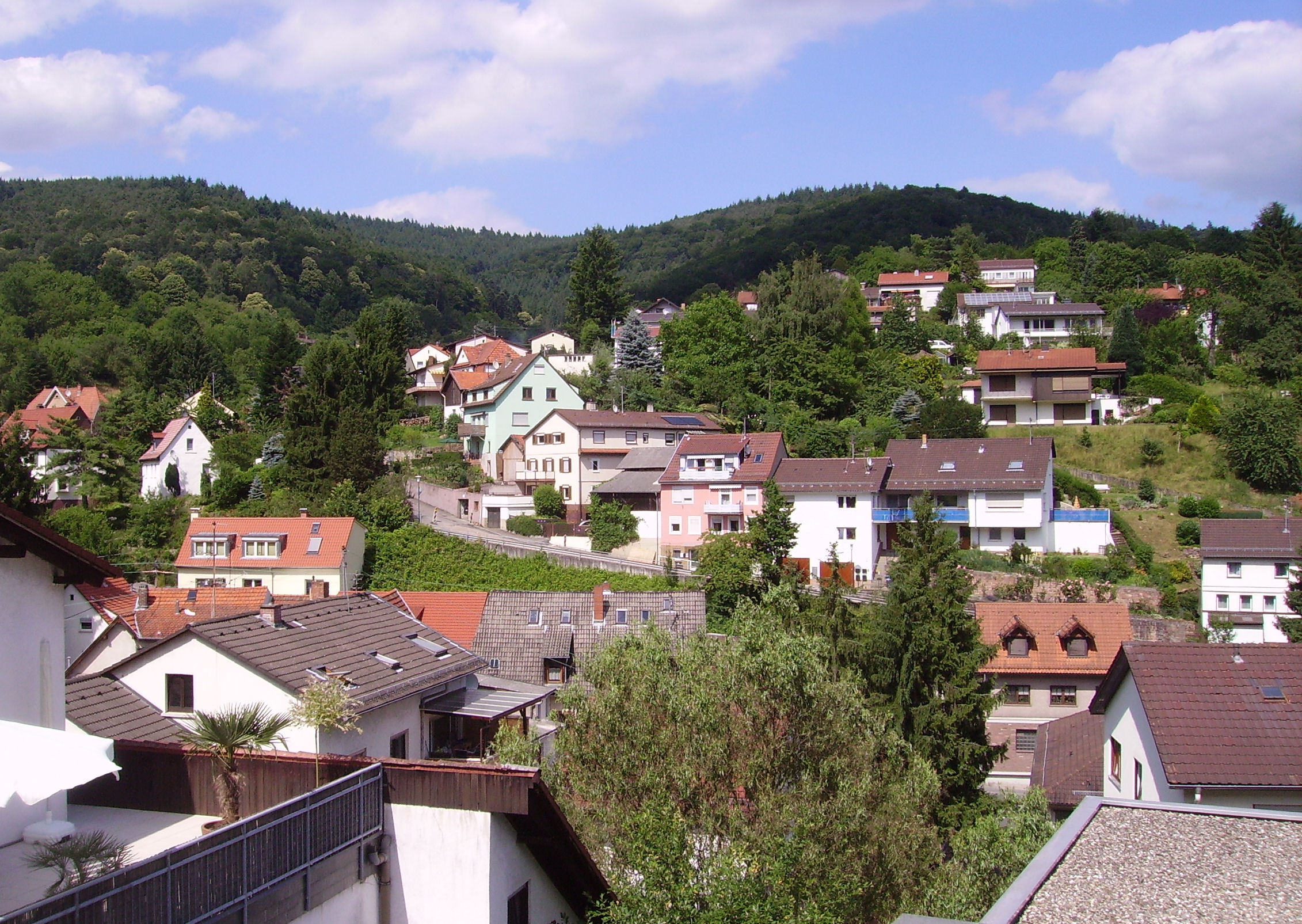
Ziegelhausen

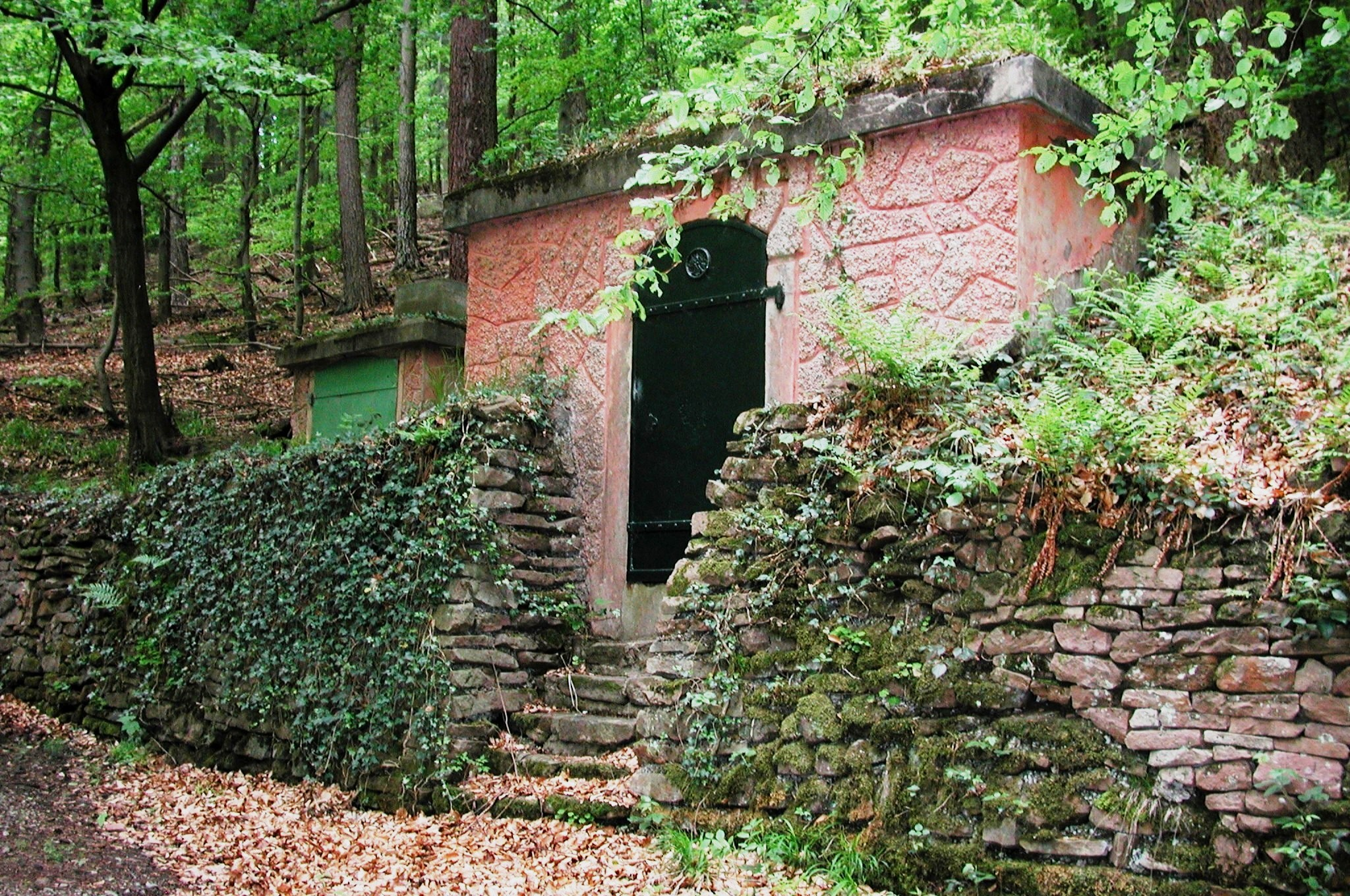
Brunnenstube im Bärenbachtal

Bis ins 20. Jahrhundert wurden aus der Tonerde Ziegelhausens Backsteine und Ziegeln gebrannt; mit dem Niedergang der Dampfziegelei Kühner & Cie endete dieses Gewerbe. In Steinbrüchen wurde bis zum Anfang des 20. Jahrhunderts Sandstein und Porphyr gefördert. Die Wasserkraft von Steinbach und Bärenbach trieb Mühlen an, darunter zwei Pulvermühlen, eine Papiermühle und eine Hammerschmiede. Die letzte Mühle stellte 1925 ihren Betrieb ein.
Im Bergwerk Mausbach trieb man 1893 zur Förderung von Manganerz einen 460 m langen Stollen in den Berg. Die geförderten 130 Tonnen Erz verhütteten die Röchling Stahlwerke in Völklingen. Wegen der geringen Qualität des Erzes wurde der Abbau 1896 wieder eingestellt.
Das Hauptgewerbe Ziegelhausens im 19. und 20. Jahrhundert war die Wäscherei. Das kalkfreie Quellwasser und die Wiesen im Neckar- und Steinbachtal (Bleichwiesen) boten hierzu ideale Voraussetzungen. Die Wäschereien waren vorwiegend Heim- und Kleinbetriebe. Das Wäschereigewerbe erreichte 1939 seinen Höhepunkt mit 230 Betrieben, gibt es nur noch einen.
Abseits vom Ort, am Neckarufer am Ende des Bärenbachtals, produzierte ab 1939 in den Räumen der ehemaligen Gelatinefabrik Stoess die Schokoladenfabrik Haaf. Auf einem Teil des Anwesens produzierte ab 1956 der Fallschirmspringer Richard Kohnke Rettungsfallschirme. Der Betrieb wurde in den 1970er Jahren eingestellt. Danach wurde die Fabrikhalle noch als Veranstaltungsort für gelegentliche Konzerte genutzt. Heute befindet sich dort ein Wohnpark. Der Weiler wird teils als Bärenbach, teils als Das kleine Dorf bezeichnet.
Die heute noch am besten erkennbaren Spuren von wirtschaftlicher Aktivität in der Landschaft sind die Buntsandsteinbrüche beidseits des Bärenbachtals. Der Fluss knickt an den Bärenbachmündung scharf ab, so entstand ein steil abfallender Prallhang, der den Zugang zum Gestein ohne das Beseitigen einer Deckschicht ermöglichte. Die etwas kleineren Brüche findet man auf den letzten 500 Metern der Schönauer Straße, wo sich auch ein kleiner Aussichtspunkt befindet. Weitere kleinere Steinbrüche sind oberhalb im Waldgebiet verteilt, wo sich auch das „Meuters Loch“ findet. Größere Steinbrüche mit hohen Abbauwänden erstrecken sich flussaufwärts von Ziegelhausen oberhalb des Parkplatzes am Stauwehr an der Straße nach Kleingemünd.
Weitere noch heute sichtbare Zeugen haben die ehemalige Wald- und Forstwirtschaft hinterlassen. Im Wald unmittelbar am Ende des Schönauer Abtweges sind bis zu 3 Meter tiefe Furchen im Waldboden sichtbar, die vom Abtransport von geschlagenem Holz an der immer gleichen Stelle zeugen.
Im Bärenbachtal steht ca. 80 m oberhalb der Kreuzung des östlichen Bärenbachtalweges mit dem Bingheimerlochsteig der sogenannte Boseckerstein, ein Gedenkstein für den Waldarbeiter Johann Bosecker, den an dieser Stelle am 19. Dezember 1849 bei Holzfällarbeiten ein Baum erschlug.

## Verkehr
Entlang des Neckars verläuft die Landesstraße 534 von Heidelberg-Neuenheim nach Kleingemünd. In sie mündet westlich des alten Ortskerns die von Norden aus Wilhelmsfeld kommende Landesstraße 596. Früher gab es auch eine Verkehrsverbindung in nordöstlicher Richtung, den Schönauer Abtweg. Er führte über den Münchel-Pass nach Schönau im Tal der Steinach, war von Bedeutung für das 1558 aufgehobene Kloster Schönau und ist heute nicht mehr für den öffentlichen Verkehr freigegeben.
Auf der gegenüberliegenden Neckarseite liegt an der Neckartalbahn der ehemalige Bahnhof und heutige Haltepunkt Schlierbach/Ziegelhausen, der von der S-Bahn Rhein-Neckar bedient wird. Er war anfangs nur mit einer Fähre zu erreichen. Beim Bau der Ziegelhäuser Brücke 1914 wurden Schienen eingelassen und eine Oberleitung errichtet für eine künftige Verbindung mit der Heidelberger Straßenbahn. Ab 1910 betrieb die Heidelberger Straßen- und Bergbahn AG (HSB) eine Straßenbahn nach Schlierbach, 1912 wurde sie nach Neckargemünd verlängert, 1962 eingestellt. Zu einer Anbindung Ziegelhausens ist es nie gekommen.
Ab 1927 führte eine Kraftpostlinie von Heidelberg durch den Ort nach Wilhelmsfeld, später übernommen durch den Bahnbus und dessen Regionalgesellschaft BRN. Zusätzlich verkehrte seit Januar 1965 die Linie 34 der HSB vom Karlstor über die Brücke von Schlierbach zum Neckarweg in Ziegelhausen. Mit der zunehmenden Bebauung der Hangbereiche wurden auch diese mit öffentlichen Verkehrsmitteln erschlossen. Mit Stand Juni 2021 verkehren die folgenden Linien, nach Umstrukturierungen allesamt bedient von der RNV:
- 33: Emmertsgrund – Kirchheim – Bismarckplatz – Hauptbahnhof – Karlstor – Ziegelhausen – Sportzentrum Köpfel
- 34: Pfaffengrund – Wieblingen – Hauptbahnhof – Bismarckplatz – Alte Brücke Nord – Ziegelhausen – Peterstal – Wilhelmsfeld – Heiligkreuzsteinach
- 36: Hirtenaue – Bärenbach – Schlierbach, Bhf – Orthopädie (Hangbus Ziegelhausen)
- 37: Sportzentrum Nord – Neuenheimer Feld – Neckarwiese – Alte Brücke Nord – Ziegelhausen – Heidebuckelweg

## Politik
Der Ziegelhäuser Bezirksbeirat setzt sich wie folgt zusammen:
| Partei/Liste       | 2019 | 2014 |
| ------------------ | ---- | ---- |
| Grüne              | 4    | 2    |
| CDU                | 3    | 4    |
| SPD                | 2    | 3    |
| Die Linke          | 1    | -    |
| „Die Heidelberger“ | 1    | 1    |
| FWV                | 1    | 1    |
| FDP                | 1    | 1    |
| AfD                | 1    | 1    |
| generation.hd      | -    | 1    |

## Persönlichkeiten

### Ehrenbürger
- Der Ziegelhäuser Schulrektor Reinhard Hoppe (1898–1974) hat sich als örtlicher Heimatforscher sehr verdient gemacht. Nach ihm ist eine Straße benannt.

### Söhne und Töchter von Ziegelhausen
- Der Geologe und Paläontologe Heinrich Georg Bronn (1800–1862) stammt aus einer Ziegelhäuser Försterfamilie. Die Straße Förster-Bronn-Weg ist nach dieser Familie benannt.
- Hermann Remmele (1880–1939), Politiker (SPD, USPD, KPD), Reichstagsabgeordneter
- Udo Kraus (1924–1987), SPD-Politiker, MdL
- Ursel Brunner (1941–2024), Schwimmerin
- Michail Paweletz (* 1965), Tagesschau-Moderator

### Persönlichkeiten, die vor Ort gewirkt haben
- Johann Friedrich Heinrich Schlosser (1780–1851), war ein Jurist, kaiserlicher Rat, Schriftsteller, Privatgelehrter und Privatier
- Christoph Schmezer (1800–1882) war von 1840 bis 1875 Pfarrer in Ziegelhausen
- Johannes Brahms (1833–1897), wohnte den Sommer 1875 über in Ziegelhausen im Haus des Kunstmalers Anton Hanno, nach ihm ist eine Straße benannt.
- Heinrich Stoess (1856–1938), Unternehmer, gründete 1888 in Ziegelhausen die Heidelberger Gelatinefabrik Stoeß. Sie wurde später nach Eberbach verlegt und firmiert heute unter dem Namen Gelita.
- Conrad Johann Glückselig (1864–1934), 1922 betrieb Conrad Johann Glückselig das «Spagyrische Laboratorium Samariter» in Ziegelhausen.[9]
- Rudolph Stratz (1864–1936), Romanschriftsteller, nach ihm ist eine Straße benannt
- Alexander von Bernus (1880–1965), Schriftsteller und Alchemist
- Hermann Buddensieg (1893–1976), Schriftsteller, Herausgeber und Übersetzer
- Hans-Georg Gadamer (1900–2002), Philosoph, wohnte in dem Haus Am Büchsenackerhang 41
- Joachim Lutz (1906–1954), Kunstmaler, wohnte und wirkte im Pförtnerhaus von Stift Neuburg, Stiftweg 3
- Will Sohl (1906–1969), Kunstmaler, wohnte und wirkte im Pförtnerhaus von Stift Neuburg, Stiftweg 3
- Robert Stieler (1911–1967), Bildhauer
- Kurt Baldinger (1919–2007), Romanist, Sprachwissenschaftler
- Ilse Rohnacher (1926–2016), Mundartdichterin und Schriftstellerin
- Sebastian Rudy (* 1990), Fußballspieler (TSG 1899 Hoffenheim und deutsche Fußballnationalmannschaft)
- Berta Steinbächer (* 1905–1994), Langjährige Gemeinderätin und Sozialfürsorgerin. Nach ihr ist eine Straße benannt.